# Cal Riera (Sora)
Cal Riera és una masia de Sora (Osona) inclosa a l'Inventari del Patrimoni Arquitectònic de Catalunya.

## Descripció
Casa de planta rectangular amb tres plantes construïda amb pedres i plaques de fang. El teulat a doble vessant ha estat totalment remodelat. L'exterior de la casa, per bé que conserva totes les estructures i les llindes descobertes, ha estat cimentat. A les llindes de les portes i finestres hi ha diverses inscripcions: AVE MARIA, l'anagrama de Crist i la data de 1693.

## Història
Tal com es conserva, la casa de Cal Riera és i ha estat la més gran d'un nucli de cases elevat respecte el riu. Cal Traginer, Cal Fuster (mig enderrocada) i una tercera casa que el propietari de Cal Riera encara recorda just davant de casa seva on hi ha una piscina, i de nom oblidat, formaven aquest petit nucli. Sols Cal Riera continua habitada temporalment.